# Ivan Davidov
Ivan Davidov (Sofia, 5 ottobre 1943 – Sofia, 19 febbraio 2015) è stato un calciatore bulgaro, di ruolo centrocampista.
Con la nazionale bulgara ha disputato un incontro (contro l'Ungheria) ai mondiali 1966 e uno (contro il Perù) ai mondiali 1970

## Palmarès

### Club

#### Competizioni nazionali
- Coppa di Bulgaria: 2

Slavia Sofia: 1964, 1966